# Jesús Corona
Jesús Manuel Corona Ruíz, född 6 januari 1993, är en mexikansk fotbollsspelare som spelar för Sevilla. Han spelar även för det mexikanska landslaget.

## Klubbkarriär
Den 13 januari 2022 värvades Corona av Sevilla, där han skrev på ett 3,5-årskontrakt.

## Landslagskarriär
Corona debuterade för Mexikos landslag den 12 november 2014 i en 3–2-vinst över Nederländerna.